# Total ordning
En total ordning på en mængde M er en ordning, hvor det for vilkårlige x og y i M gælder enten at {\displaystyle x\leq y} eller også at {\displaystyle y\leq x} (eller begge dele). Man kan sige, at der er en totalitet i ordningen.

## Linearitet
Man kalder også en total ordning for en lineær ordning, fordi man kan sætte elementerne op på en linje, hvor eksempelvis elementer til højre for et givet element  er større end dette, mens dem til venstre for er mindre. Når man illustrerer de reelle tal med en tallinje, er det netop et udslag af, at vi har kunnet udstyre denne talmængde med en total ordning. 